# Marianne Eriksson (född 1934)
Marianne Eriksson, född 1934 Sandviken, är en svensk målare och grafiker.
Eriksson studerade vid Konstfackskolan i Stockholm och Högre konstindustriella skolan. Hon debuterade med en separatutställning i Sundsvall och har medverkat i ett flertal länsutställningar, Grafiktriennalen och Stockholmshallen på Nationalmuseum och Liljevalchs vårsalonger.
Eriksson är representerad vid Stockholms läns landsting och Folkets hus i Stockholm.